# Georg Stucky

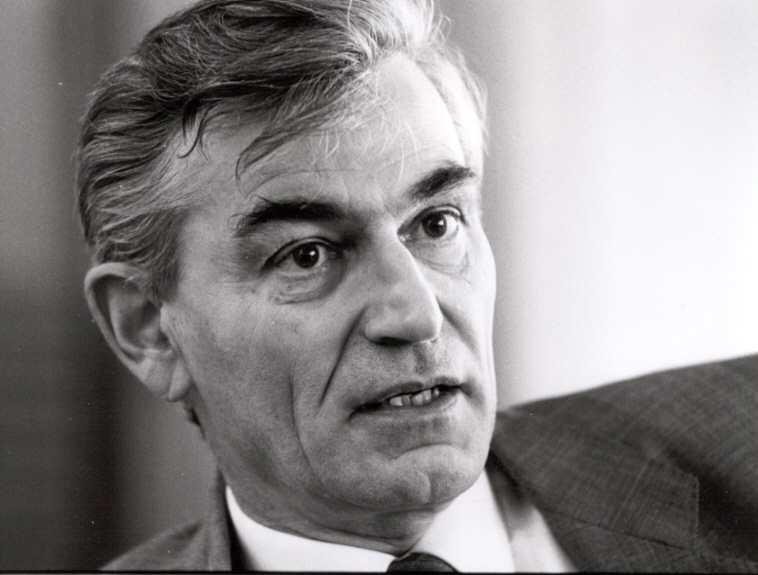
Georg Stucky (1989)

Georg Stucky (* 6. Oktober 1930 in Basel, heimatberechtigt in Konolfingen; † 29. August 2020) war ein Schweizer Politiker (FDP). Er war von 1975 bis 1990 Regierungsrat des Kantons Zug und 1979 bis 1999 Nationalrat.

## Leben und berufliche Laufbahn
Stuckys Eltern waren der Pfarrer Georg Stucky und die Ökonomin Emma Stucky (geb. Walder). Er studierte von 1950 bis 1954 in Zürich, Berlin und Basel Jurisprudenz und promovierte 1955. 1957 wurde er Rechtsanwalt. Danach ging er für die Erdölindustrie ins Ausland. In Libyen war er von 1963 bis 1967 Schweizer Honorarkonsul. Nach seiner Rückkehr war er von 1968 bis 1970 Generaldirektor der Texaco AG Schweiz und von 1971 bis 1979 Geschäftsführer der Erdölvereinigung. Stucky war Mitglied in diversen Verwaltungsräten. Von 1985 bis 2001 war er Mitglied des Verwaltungsrates von Sika, der Metro AG und der Marc Rich Holding. 
1992 bis 2016 war er im Verwaltungsrat der Crypto AG, 2002 bis 2016 deren Verwaltungsratspräsident. Zu Medienberichten im Jahr 2020, wonach die Crypto AG via Liechtensteiner Tarnfirmen in Rahmen der Operation Rubikon den Nachrichtendiensten CIA und BND gehört habe, liess der 89-jährige Stucky durch seine Ehefrau ausrichten, er könne sich nicht erinnern. Laut ihr sei Stucky schwer erkrankt. Auf Wunsch der Crypto AG hatte er sich 1993 bei Bundesrat Jean-Pascal Delamuraz (FDP) erfolgreich für die Freigabe von blockierten Exporten eingesetzt.
Neben seinen politischen und seinen Wirtschaftsämtern hatte Stucky zahlreiche weitere Ämter inne. Von 1974 bis 1975 war er Kirchenrat der evangelisch-reformierten Kirchgemeinde des Kantons Zug, den er von 1974 bis 1975 auch präsidierte. 1992 bis 1998 war er Vizepräsident und 1998 bis 2007 Präsident der Auslandschweizerorganisation (ASO). Zudem war er Präsident der Schweizerischen Stiftung für den Doron-Preis von Marc Rich und dem AOI-Center in Hünenberg.
Stucky war in zweiter Ehe verheiratet und lebte in Baar. Im August 2020 starb er im Alter von 89 Jahren.

## Politik
Stucky war von 1975 bis 1990 als Finanzdirektor Mitglied des Zuger Regierungsrates. Am 16. Dezember 1982 wurde er für die Jahre 1983 bis 1984 zum Landammann gewählt. Von 1979 bis 1999 war er Mitglied des Nationalrats, wo er unter anderem das Vizepräsidium der Kommission für Wirtschaft und Abgaben bekleidete. Stucky wird als einer der oder auch als der massgebliche Schöpfer der Tiefsteuerpolitik Zugs angesehen, die den Kanton von einem der ärmsten zum wohlhabendsten der Schweiz machte. Aufgrund des Zuzugs von Handelsfirmen wurden Arbeitsplätze geschaffen und Budgetüberschüsse erzielt. Infolgedessen konnte Stucky in seiner sechzehnjährigen Amtszeit als Finanzdirektor neunmal die Steuern senken. Von dieser Politik blieb Stucky auch nach seinem Ausscheiden aus der aktiven Politik überzeugt. Die wirtschaftliche Lage des Kantons hat seiner Ansicht nach zum Handeln gezwungen. Er warnte jedoch auch davor, Steuersenkungen zu ideologisieren und betonte, dass Steuererhöhungen nicht tabuisiert werden dürfen, sondern bei Bedarf denkbar bleiben müssten. Er bedauerte zudem wiederholt einen Verlust an landschaftlicher Schönheit wegen der starken Bautätigkeit, die dem von seiner Politik ausgelösten Wirtschaftsboom folgte. Er war aber gleichzeitig der Meinung, dass diese Entwicklung die positiven Seiten des Booms nicht überwiege und es richtig gewesen sei, diese in Kauf zu nehmen. Das Ausmass der Veränderungen, das die Tiefsteuerpolitik für den Kanton Zug mit sich brachte, hatte Stucky nach eigenen Angaben nicht vorausgesehen.